# Fußball-Hessenliga 1984/85
Die Saison 1984/85 der Hessenliga war die 6. Spielzeit der Fußball-Hessenliga (Frauen) und die 6. als höchste Spielklasse in Deutschland.

## Abschlusstabelle Nord
| Pl. | Verein                  | Sp. | Tore  | Punkte |
| --- | ----------------------- | --- | ----- | ------ |
| 01. | TSV Battenberg          | 18  | 80:13 | 33:30  |
| 02. | SV Roland Rothenkirchen | 18  | 59:17 | 28:80  |
| 03. | TSV Hungen              | 18  | 44:35 | 24:12  |
| 04. | FSC Lohfelden           | 18  | 39:32 | 22:14  |
| 05. | FSV Cappel              | 18  | 32:28 | 16:20  |
| 06. | TSV Langgöns            | 18  | 09:26 | 14:22  |
| 07. | TSV Mengsberg 1926      | 18  | 27:46 | 14:22  |
| 08. | VfB Gießen              | 18  | 18:40 | 13:23  |
| 09. | FC Britannia Eichenzell | 18  | 22:40 | 11:25  |
| 10. | Wabern                  | 18  | 15:70 | 05:31  |

## Abschlusstabelle Süd
| Pl. | Verein             | Sp. | Tore    | Punkte |
| --- | ------------------ | --- | ------- | ------ |
| 01. | FSV Frankfurt      | 22  | 127:700 | 44:00  |
| 02. | SG Praunheim       | 22  | 074:280 | 34:10  |
| 03. | SKG Frankfurt      | 22  | 072:190 | 32:12  |
| 04. | TSV Eschollbrücken | 22  | 048:270 | 25:19  |
| 05. | SV Hintermeilingen | 22  | 030:330 | 25:19  |
| 06. | SV Flörsheim       | 22  | 027:380 | 23:21  |
| 07. | KSV Reichelsheim   | 22  | 041:330 | 22:22  |
| 08. | Germania Bieber    | 22  | 036:340 | 20:24  |
| 09. | Spvgg 05 Oberrad   | 22  | 023:480 | 17:27  |
| 10. | FC Heppenheim      | 22  | 027:340 | 16:28  |
| 11. | FC Rimhorn         | 22  | 017:780 | 06:38  |
| 12. | SG Geisenheim      | 22  | 003:146 | 00:44  |

## Hessenmeisterschaft
|                | Gesamt |               | Hinspiel | Rückspiel |
| -------------- | ------ | ------------- | -------- | --------- |
| TSV Battenberg | 1:8    | FSV Frankfurt | 0:1      | 1:7       |

## Deutsche Meisterschaft
Als hessischer Vertreter nahm der FSV Frankfurt an der Deutschen Fußballmeisterschaft 1985 teil und schied im Viertelfinale gegen die SSG 09 Bergisch Gladbach aus.